# 52ª Mostra internazionale d'arte cinematografica di Venezia
La 52ª edizione della Mostra internazionale d'arte cinematografica di Venezia si è svolta a Venezia, Italia, dal 30 agosto al 9 settembre del 1995, sotto la direzione di Gillo Pontecorvo.
Non venne assegnato il Leone d'argento - Premio speciale per la regia.
Durante la cerimonia di premiazione, una delegazione di Greenpeace espose un manifesto contro i test nucleari francesi a Mururoa: il pubblico e la giuria applaudirono in segno di approvazione l'irruzione dei manifestanti.

## Giuria e Premi
La giuria era così composta:

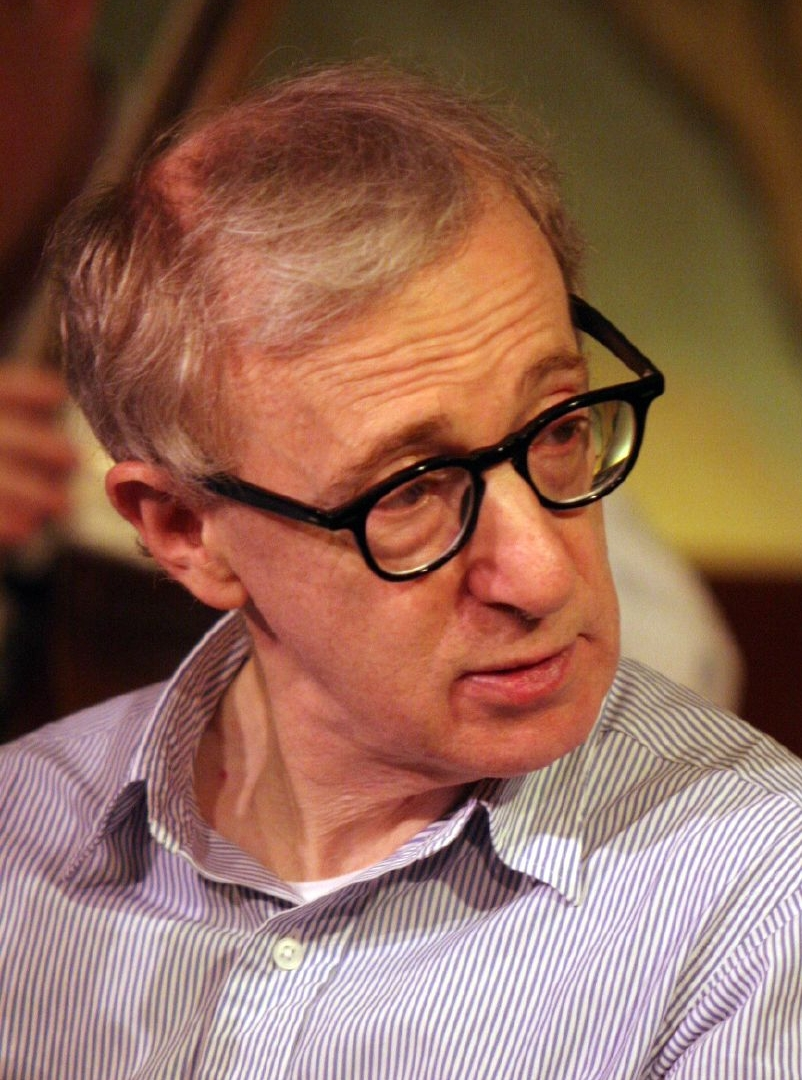
Woody Allen, Leone d'Oro alla carriera 1995

- Jorge Semprún (presidente, Spagna), Guglielmo Biraghi (Italia), Jean-Pierre Jeunet (Francia), Abbas Kiarostami (Iran), Mario Martone (Italia), Peter Rainer (Stati Uniti d'America), Moses Rothman (Stati Uniti d'America), Margarethe von Trotta (Germania).

I principali premi distribuiti furono:
- Leone d'oro al miglior film: Cyclo (Xich-lo) di Tran Anh Hung
- Leone d'argento - Gran premio della giuria: La commedia di Dio (A Comédia de Deus) di João César Monteiro e L'uomo delle stelle di Giuseppe Tornatore
- Coppa Volpi al miglior attore: Götz George per Der Totmacher - La belva ferita (Der Totmacher)
- Coppa Volpi alla miglior attrice: ex aequo Isabelle Huppert e Sandrine Bonnaire per Il buio nella mente (La cérémonie)
- Leone d'oro alla carriera: Woody Allen, Alain Resnais, Martin Scorsese, Giuseppe De Santis, Goffredo Lombardo, Ennio Morricone, Alberto Sordi e Monica Vitti

## Film in concorso

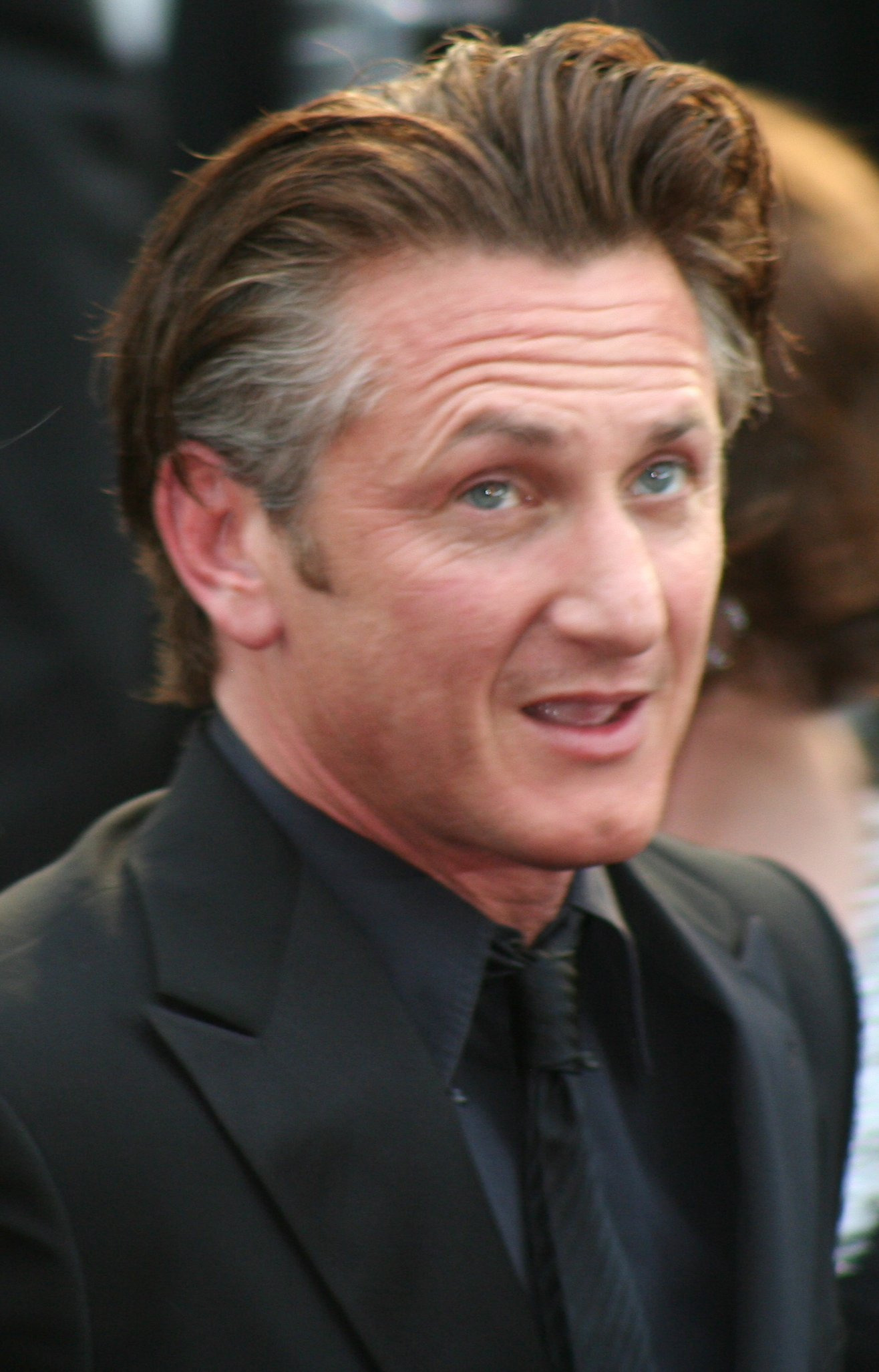
Sean Penn, in concorso con 3 giorni per la verità

- Clockers, regia di Spike Lee (Stati Uniti d'America)
- Cyclo (Xich-lo), regia di Trần Anh Hùng (Vietnam/Francia/ Hong Kong)
- Der Totmacher - La belva ferita (Der Totmacher), regia di Romuald Karmakar (Germania)
- Guantanamera, regia di Tomás Gutiérrez Alea e Juan Carlos Tabío (Cuba/Spagna/Germania)
- Il buio nella mente (La Cérémonie), regia di Claude Chabrol (Francia)
- Kardiogramma, regia di Därejan Ömırbaev (Kazakistan)
- L'olandese volante (De Vliegende Hollander), regia di Jos Stelling (Paesi Bassi/Belgio/Germania)
- L'uomo delle stelle, regia di Giuseppe Tornatore (Italia)
- La commedia di Dio (A comédia de Deus), regia di João César Monteiro di João César Monteiro (Portogallo/Francia/Italia/Danimarca)
- Maborosi (Maboroshi no hikari), regia di Hirokazu Koreeda (Giappone)
- Nel bel mezzo di un gelido inverno (In the Bleak Midwinter), regia di Kenneth Branagh (Regno Unito)
- Niente di personale (Nothing Personal), regia di Thaddeus O'Sullivan (Regno Unito/Irlanda)
- Pasolini, un delitto italiano, regia di Marco Tullio Giordana (Italia/Francia)
- Romanzo di un giovane povero, regia di Ettore Scola (Italia/Francia)
- Sin remitente, regia di Carlos Carrera (Messico)
- 3 giorni per la verità (The Crossing Guard), regia di Sean Penn (Stati Uniti d'America)